# Бельских, Андрей Николаевич
Андрей Николаевич Бельских (род. 13 марта 1962, станица Казацкая, Оскольский район, Белгородская область) — российский медик, специалист в области экстракорпоральной детоксикации, гемагрегатологии и эфферентной терапии, генерал-майор медицинской службы, член-корреспондент РАН (2016), доктор медицинских наук. Начальник Военно-медицинской академии имени С. М. Кирова (2012—2018).

## Биография
Родился 13 марта 1962 года в станице Казацкой Оскольского района Белгородской области.
В 1979 году окончил среднюю школу с золотой медалью, в 1985 году — с отличием окончил факультет подготовки врачей для Ракетных и Сухопутных войск Военно-медицинской академии имени С. М. Кирова.
С 1985 по 1988 годы служил в частях Ракетных войск Вооруженных Сил СССР.
С 1988 по 1991 годы — учёба в адъюнктуре кафедры торакальной хирургии академии, где защитил кандидатскую диссертацию на тему «Изменение агрегационных свойств тромбоцитов при острых гнойно-деструктивных и септических поражениях легких и плевры и способы их коррекции».
В 1991—1993 годах — был начальником отдела НИЛ-5 Военно-медицинской академии имени С. М. Кирова, затем заместителем начальника клинического центра экстракорпоральной детоксикации. С мая 1994 года являлся начальником этого центра.
В 1997 году защитил докторскую диссертацию на тему «Экстракорпоральная гемокоррекция в комплексном лечении острых инфекционных деструкций легких и плевры».
В 2001 году присвоено ученое звание профессора по специальности «Гематология и переливание крови».
С января 2008 года — главный специалист Министерства обороны Российской Федерации по детоксикации и трансплантации органов.
С апреля 2012 года — исполняющий обязанности, с 3 декабря 2012 по 9 февраля 2018 года — начальник Военно-медицинской академии имени С. М. Кирова.
В 2013 году присвоено очередное воинское звание «генерал-майор медицинской службы».
В 2016 году избран членом-корреспондентом РАН.
С 9 февраля 2018 года начальник кафедрой и клиники нефрологии и эфферентной терапии Военно-медицинской академии имени С. М. Кирова.

## Научная деятельность
Специалист в области экстракорпоральной детоксикации, гемагрегатологии и эфферентной терапии.
Соавтор научного открытия «Закономерность гемореологических изменений в организме при гипоксии».
Автор 156 научных работ, из них 10 монографий, 6 патентов на изобретение РФ и одного патента на открытие.
Под его руководством защищены семь кандидатских и одна докторская диссертации.
Возглавляет Санкт-Петербургское общество «Эфферентная терапия», является членом редакционной коллегии одноимённого журнала.

## Награды
- Заслуженный врач Российской Федерации